# Hôtel Les Roches Rouges
L'hôtel Les Roches Rouges est ouvert en 1912 à Piana en Corse.  Il est remanié en 1928 et est inscrit partiellement monument historique en 2019.

## Historique
L'hôtel Les Roches Rouges à Piana, près des sites naturels des Calanches de Piana en Corse-du-Sud, est construit en 1911 pour la Société des hôtels corses. Ce projet est effectué dans le cadre du programme de promotion touristique de la Corse initié dès la fin du XIXe siècle et caractérisé, notamment, par la création de circuits touristiques.  À la suite de son acquisition par la Société Corsotels, filiale du PLM, il est remanié en 1928 avec la création d'une nouvelle salle de restaurant,,.
L’hôtel ferme en 1965. Madeleine Dalakupeyan dite Mady Dalakupeyan, enfant de Piana née en 1950, est d'abord femme de ménage puis gérante et enfin propriétaire d'un hôtel à Porto. Elle le revend pour acheter l'hôtel Les Roches Rouges et le réouvre en 1986,.
Un tableau du peintre Adolphe Cossard, représentant une vue de Calvi et de son Grand Hôtel, décore la salle de restaurant. 
Les Roches Rouges servent de lieu de tournage pour le film Joueuse de Caroline Bottaro sorti en 2009.
Parmi les milliers de clients, des personnalités ont fréquenté Les Roches Rouges dont Jean d’Ormesson, Carole Bouquet, Muriel Robin ou encore Étienne Daho,.

## Protections
L'hôtel des Roches Rouges est inscrit partiellement monument historique en 2019. Son intérieur, dont le restaurant, la salle à manger et son décor sont protégés, ils ont été exécutés en 1928 par l'entreprise Manenti. 
Il est labellisé Patrimoine du XXe siècle.